# 女裝參加線下聚會的話…
《女裝參加線下聚會的話…》（日语：女装してオフ会に参加してみた。）是Kurano創作的浪漫喜剧日本漫画，2020年1月12日起開始發表。該作講述女裝男子Cocoa參加月度線下聚會，發覺自己受到同為女裝男子的Opera吸引之故事。
作者在同人誌活動中見到一名扮演女性角色的男子，對其女裝程度印象深刻，受到啟發而創作該作。該作最初由作者在Twitter與pixiv自行發表，題為《女裝線下聚會》，後來讲谈社將其以數位形式連載，並集結為单行本出版。該作受到評論者與讀者好評。

## 概要
該作為浪漫喜剧漫畫。身為男子的主人公森長聰志裝扮成女子，使用網名Cocoa（ココア）參與月度的女子線下聚會，參與這個聚會的成員還有Opera（オペラ）、Lemon（レモン）、寒天太郎。
Cocoa最初參與聚會是由於喜歡與別人一起去咖啡廳這一聚會的本身的目的，繼續參與則是由於發覺自己受到Opera吸引，不過Cocoa隱藏自身性別的做法阻止了進一步的接觸。一次聚會中，Opera發現Cocoa是女裝男子，並向其表示自己也是女裝男子。Cocoa開始好奇其餘兩名參與聚會的成員是否也是女裝男子，但意識到猜測性別會顯得無禮，同時仍受Opera吸引，並不受Opera性別的影響。Cocoa在後續的聚會知道Lemon也是女裝男子，寒天太郎則是跨性別女性。

## 創作與出版
該作由Kurano創作劇情及繪畫。作者在同人誌活動中見到一名扮演女性角色的男子，對其女裝程度高到看不出其並非女性印象深刻，認為這樣的事能在現實發生，就也能在漫畫發生，有一個這樣的角色，就還會有這樣的角色。
作者喜歡偽娘題材故事，因此在構思劇情前花了很多時間思考如何才能寫出有趣的女裝故事。作者基於見到現實女裝男子的經歷，將Cocoa的外表設計得可愛而女性化，但也有意將其內在描繪為男性性格。作者創作該作時最為繪製Opera而感到快樂，最喜歡Opera發現Cocoa是女裝男子的場景。
該作最初自2020年1月12日起由作者在Twitter與pixiv自行發表，題為《女裝線下聚會》（女装オフ会），後來讲谈社其漫畫雜誌《月刊少年天狼星》的Twitter帳號Twi Siri（ツイシリ）每週連載，作者重新繪製了此前發表的所有章節。2020年12月17日起，講談社將該作集結為单行本出版，該作屬於Magazine Edge Comics叢書。該作第1卷與作者另一作品《家有幼貓♂》（子猫♂が待ってるので帰ります。）同時發行，作者於發行當日在Twitter發表兩作的跨界短篇作為紀念。

### 單行本
| 卷數 | 讲谈社         | 讲谈社              |
| 卷數 | 發售日期       | ISBN                |
| ---- | -------------- | ------------------- |
| 1    | 2020年12月17日 | ISBN 978-4065217511 |
| 2    | 2021年6月17日  | ISBN 978-4065236345 |
| 3    | 2021年12月16日 | ISBN 978-4065262269 |
| 4    | 2022年5月17日  | ISBN 978-4065280850 |
| 5    | 2022年11月16日 | ISBN 978-4065298725 |

## 迴響
該作受到評論者好評，NLab（ねとらぼ）的評論者認為該作有趣而令人振奮，意想不到的情節曲折令人期待新章節。《少年Magazine Edge》編輯長吉田守芳為Natalie撰文，將該作作為其2020年最推薦閱讀的漫畫，表示了解四位主要角色身分及其關係進展令人振奮。
該作亦受讀者歡迎，漫畫Navi（マンガナビ）將其列為截至2021年12月受歡迎的女裝漫畫讀者欣賞其對不論性別的戀愛之描繪，以及對Cocoa如何隱藏自身男性身分的詳細描繪。該作與《家有幼貓♂》的跨界短篇將兩作角色結合，亦受到歡迎。

## 外部連結
- 官方网站（日語）